# Șahin Imranov
Șahin Imranov (n. 23 septembrie 1980, Sumqayıt, Republica Sovietică Socialistă Azerbaidjană) este un boxer ce a reprezentat Azerbaidjan, medaliat olimpic. A participat la 2 ediții ale Jocurilor Olimpice (2004, 2008) în care a câștigat o medalie de bronz.